# Diploma universitario
Il diploma universitario è stato un titolo di studio rilasciato dalle università in Italia.

## Storia
Introdotto dalla legge 13 novembre 1990, n. 341, venne poi soppresso dalla riforma Berlinguer, in particolare dal decreto del MiUR 3 novembre 1999, n. 509.

## Caratteristiche
Il percorso di studi era della durata triennale, ma nel caso in cui lo studente si fosse iscritto a un corso di diploma di laurea (laurea di secondo ciclo), il percorso poteva durare solamente due anni.
Il curriculum era ritenuto più professionalizzante che accademico; tuttavia tali titoli, insiemi ai diplomi rilasciati dalle "Scuole dirette a fini speciali", sono stati equiparati dalla riforma Gelmini alla laurea triennale, ma solo se conseguiti dopo la frequentazione di un corso di studi della durata di 3 anni.